# Белобородов, Валерий Константинович
Белобородов, Валерий Константинович (28 декабря 1936, село Сургут — 16 мая 2016, г. Ханты-Мансийск) — журналист, редактор, краевед, редактор-составитель книг по истории Обь-Иртышского севера, заслуженный работник культуры Российской Федерации.

## Биография

### Ранние годы
Валерий Константинович Белобородов родился в г. Сургуте 28 декабря 1936 года. Жил в доме 18 на улице Просвещения (Казачьей), который впоследствии был перенесен на другую площадку и стал Домом краеведа. Учился в Сургутской «Красной» школе у знаменитого сургутского учителя и просветителя Аркадия Степановича Знаменского, закончил её в 1954 году. Его однокашником был хантыйский самородок Геннадий Райшев, ставший художником и иллюстратором книг Белобородова.
В 1960 г. окончил геолого-географический факультет Томского государственного университета и отработал по распределению в 1960—1963 годах в полевой поисково-съемочной партии на Алтае.

### Журналистика
По состоянию здоровья был вынужден оставить геологию и искать другую профессию. Эти поиски привели его в Ханты-Мансийск, в редакцию окружного радио, в отдел информации под начало редактора Б. П. Прибыльского. С 1964 года он начал журналистскую работу как корреспондент, в 1970 году стал собкором Тюменского областного радио по ХМАО.
В середине 1970-х годов Белобородов был приглашен в отдел печати Ханты-Мансийского окружкома КПСС.
В 1978—1984 гг. Белобородов направлен в Урай редактором газеты «Знамя».
В 1985—1988 годах он редактировал газету «Ленинское знамя» в г. Нижневартовске.
С 1989 года он возглавлял Ханты-Мансийский окружной комитет по телевидению и радиовещанию.

### Исследования истории Югры
В 1991 году Валерий Константинович основал окружной историко-культурный журнал «Югра» и до 1995 г. возглавлял его редакцию.
В 1996 году Валерий Константинович вышел на пенсию и всецело посвятил себя историческим исследованиям родного края. Как он сам признался, «свой исторический ликбез я начал, вступив в пенсионный возраст».
С 1995 по 2000 год он редактировал ежемесячное приложение «Краевед» к окружной газете «Новости Югры» (г. Ханты-Мансийск). В 2008 г. Государственная библиотека Югры переиздала в электронном виде все 56 выпусков «Краеведа» за 1995—1999 годы в серии «Электронная библиотека Югры». Перу Белобородова принадлежат десятки статей и очерков на темы истории Югры.
В 2002 году В. К. Белобородов инициировал издание альманаха «Подорожник» как приложения к журналу «Югра», ставшего в 2003 году самостоятельным изданием. К 2014 г. вышло в свет 14 выпусков.
В сотрудничестве с заведующей отделом краеведческой литературы и библиографии Государственной библиотеки Югры Т. В. Пуртовой Белобородов развернул издательскую программу, в рамках которой были выпущены трёхтомник сочинений А.А. Дунина-Горкавича, серия биобиблиографических изданий («Учёные и краеведы Югры», «Обь-Иртышский Север в западносибирской и уральской периодике», «Авторы публикаций об Югре в западносибирской и уральской периодике. 1857—1960 гг.»; сборник «Тобольский Север глазами политических ссыльных XIX — начала XX века», издания серии «Югорский репринт». В 2000 году Валерий Константинович передал в дар Государственной библиотеке Югры личную коллекцию книг из 336 наименований.
В 2010 году под редакцией Белобородова были изданы "Материалы II окружных «Лопаревских чтений» и переписка Х. М. Лопарева и Ю. М. Поповой «Искренно делюсь с вами как с другом».
Валерий Константинович стал инициатором создания Общества краеведов г. Ханты-Мансийска по образцу Общества изучения края при Тобольском музее, существовавшего на рубеже XIX и XX в. Он также выступал за создание городского музея в Ханты-Мансийске.
В. К. Белобородов скончался 16 мая 2016 года после продолжительной болезни. Похоронен на Восточном кладбище Ханты-Мансийска, участок 4.

## Награды
- Медаль «За доблестный труд. В ознаменование 100-летия со дня рождения В. И. Ленина» (1970).
- Медаль «За трудовую доблесть» (1981).
- Медаль «За освоение недр и развитие нефтегазового комплекса Западной Сибири» (1988).
- Заслуженный деятель культуры Ханты-Мансийского автономного округа (1996).
- Заслуженный работник культуры РФ (2005).
- "Журналист года - 2014" в номинации "Легенда журналистики Югры".[10]